# Trošelji
Trošelji (szerbül: Трошељи), falu Gradiška községben, Bosznia-Hercegovinában, Bosanska krajina területén, a Szerb Köztársaságban. 

## Fekvése
Bosznia-Hercegovina északi részén, Banja Lukától légvonalban 34, közúton 39 km-re északra, községközpontjától légvonalban 12, közúton 16 km-re délkeletre, 93-97 méteres magasságban, a Lijevce polje síkságának középső részén fekszik.

## Népessége
| Nemzetiségi csoport | Népesség 1991 | Népesség 2013 |
| ------------------- | ------------- | ------------- |
| Szerb               | 516           | 554           |
| Bosnyák             | 2             | 0             |
| Horvát              | 12            | 10            |
| Jugoszláv           | 20            | 0             |
| Egyéb               | 2             | 1             |
| Összesen            | 550           | 565           |

## Története
A lefčei náhije 1604-es összeírása említi először Gočilovac falut, amely a mai Trošelji korábbi neve volt. A település 1878-ig tartozott az Oszmán Birodalomhoz, ekkor a berlini kongresszus határozata alapján az Osztrák-Magyar Monarchia része lett. 1879-ben az első osztrák-magyar népszámlálás során a Berbir községhez tartozó településnek 33 háztartása és 203 ortodox szerb lakosa volt. 1879-től Északnyugat Németországból több hullámban evangélikus német lakosság települt be a szerbek mellé, majd 1893-ben Bukovinából nagy számban katolikus lengyelek érkeztek. 1888-ban megnyitották a falu első iskoláját, ahol német nyelven folyt az oktatás.
1910-ben a Bosanska Gradiškai járáshoz és Dubrava Turska községhez tartozó településen 93 háztartást, 323 ortodox, 151 római katolikus és 45 evangélikus lakost találtak. A monarchia szétesésével 1918-ban előbb a Szerb-Horvát-Szlovén Királyság, majd 1929-től a Jugoszláv Királyság része. 1919-ben új iskolát nyitottak a településen. 1921-ben a településen 326 ortodox, 164 római katolikus, 79 evangélikus és 2 görög katolikus lakos élt. Közülük 120 német, 106 lengyel és 6 ukrán volt. Jugoszlávia megszállása után a Független Horvát Állam (NDH) része lett. Miután a második világháborúban összeomlott a belső biztonság, a nácik megkezdték a német nemzetiségűek evakuálását Boszniából.  Így még a háború alatt a német lakosságot visszatelepítették Németországba, a kommunista hatóságok megsemmisítették a németség és a német kultúra létezésének minden emlékét és a települést szerbek népesítették be. A lengyelek pedig 1946-ban visszaköltöztek Lengyelországba.
A második világháborúban a településnek 44 halálos áldozata volt, mind szerbek. 1945-től a szocialista Jugoszlávia része volt. A daytoni békeszerződést követő területfelosztásnál Bosanska Gradiška község részeként a Szerb Köztársaság területéhez került.

## Nevezetességei
- Páduai Szent Antal tiszteletére szentelt római katolikus temploma 1927-ben épült az itteni lengyelek adományaiból. 1946-ban, amikor a lengyel lakosság elhagyta Trošeljét és környékét, több tárgyat vittek magukkal a templomból, hogy emlékeztessenek egykori helyükre. Az egyik ilyen tárgy Szent Antalról, a trošeljei templom védőszentjéről készült nagy festmény volt, amely az oltár fölött állt. Amikor Lengyelországba érkeztek, a képet a Parowa város templomában helyezték el. Később azonban egyikük, Kazik Sarzynski indítványára úgy határoztak, hogy a képet visszaviszik Trošeljébe. Mivel ez akadályokba ütközött, Sarzynski úgy döntött, hogy másolatot készít róla és azt viszi vissza a templomba.  2018. augusztus 15-én Kaziko terve sikerült, és a festmény 72 év után megérkezett Trošeljébe. A festményen kívül Kazik Sarzynski szorgos kezei elkészítették a keresztút reprodukcióját, amelyet a lengyelek a trošeljei templomból szintén Lengyelországba vittek, valamint egy oltárt és ambót. A templom jelenleg is felújítás alatt áll.[12]

- Szent Paraskeva Antal tiszteletére szentelt pravoszláv temploma a temetőben áll. Egyhajós, keletelt épület, a nyugati homlokzat feletti harangtoronnyal.